# Abundance Salaou
Abundance Salaou, född 5 juli 2004 i Abidjan, är en ivoriansk fotbollsspelare som spelar för Utsiktens BK, på lån från IFK Göteborg.